# Marpesia chironias
Marpesia chironias är en fjärilsart som beskrevs av Jacob Hübner 1816. Marpesia chironias ingår i släktet Marpesia och familjen praktfjärilar. Inga underarter finns listade i Catalogue of Life.